# Leptodermis scabrida
Leptodermis scabrida är en måreväxtart som beskrevs av Joseph Dalton Hooker. Leptodermis scabrida ingår i släktet Leptodermis och familjen måreväxter. Inga underarter finns listade i Catalogue of Life.